# Kościół św. Teresy w Jeziorkach
Kościół świętej Teresy w Jeziorkach – rzymskokatolicki kościół filialny należący do parafii Wszystkich świętych w Słupi (dekanat stęszewski archidiecezji poznańskiej).
Jest to świątynia wzniesiona w latach 1896–1897 z czerwonej cegły przez ówczesnego właściciela majątku Niemca Heinricha von Tiedemanna dla miejscowych ewangelików. Do niedawna na nabożeństwa wzywał wiernych dzwon odlany w Apoldzie, na którym znajduje się napis w języku niemieckim: „Jedynemu Bogu na wysokościach niech będzie chwała – Heinrich Tiedemann i Dora Hardt”. Wieża tej świątyni góruje nad okolicą. Dawniej dach kościoła był pokryty dachówką z czarnego łupka, obecnie jest pokryty blachą. Od 1935 roku kościół należy do katolików. Bryła kościoła jest bardzo ciekawa, można w niej znaleźć cechy stylu neoromańskiego i neogotyckiego. Wnętrze zostało w latach osiemdziesiątych XX wieku odnowione dzięki staraniom ówczesnego proboszcza księdza Alfreda Wittke. Żebrowe sklepienie jest ozdobione malowanymi ornamentami roślinnymi. W dużych oknach za ołtarzem głównym są umieszczone ciekawe witraże ozdobione herbami Tiedemannów i Hardtów. Zachowało się oryginalne wyposażenie świątyni z XIX wieku, m.in. masywne ławy, drewniana ambona. Kościół charakteryzuje się doskonałą akustyką.